# Glammys School of Fashion Vlog
Glammys School of Fashion Vlog è una serie animata che veniva trasmessa su Boing e DeaKids.

## Trama
La serie parla di un gruppo di ragazzi che studiano nella Glammys School of Fashion, una scuola di moda dove si impara a lavorare nei diversi settori della moda. I personaggi raccontano giorno dopo giorno le loro avventure sul log della scuola.